# Freeman King
Freeman King est un acteur et scénariste américain né le 1er juin 1943 à Pelahatchie, Mississippi (États-Unis), décédé le 1er juin 2002 à Los Angeles (Californie).

## Filmographie

### comme acteur
- 1975 : The Bobby Vinton Show (série TV) : Regular Performer (unknown episodes, 1975-1976)
- 1978 : The Buddy Holly Story de Steve Rash : Apollo M.C
- 1980 : Semi-Tough (série TV) : Story Time (unknown episodes)
- 1981 : Under the Rainbow de Steve Rash : Otis
- 1984 : Mike's Murder : Killer #1
- 1985 : Moving Violations : Cop with Halik
- 1985 : Fletch aux trousses (Fletch) de Michael Ritchie : Cop #1
- 1988 : Dangerous Curves : Quinn
- 1988 : Stop Smoking (vidéo) : Comedian
- 1990 : Full Contact (Lionheart) : Homeless Man
- 1992 : To Protect and Serve : Ridley
- 2000 : Driving Me Crazy (série TV) : Ozzie Nelson

### comme scénariste
- 1992 : To Protect and Serve